# Сентередж

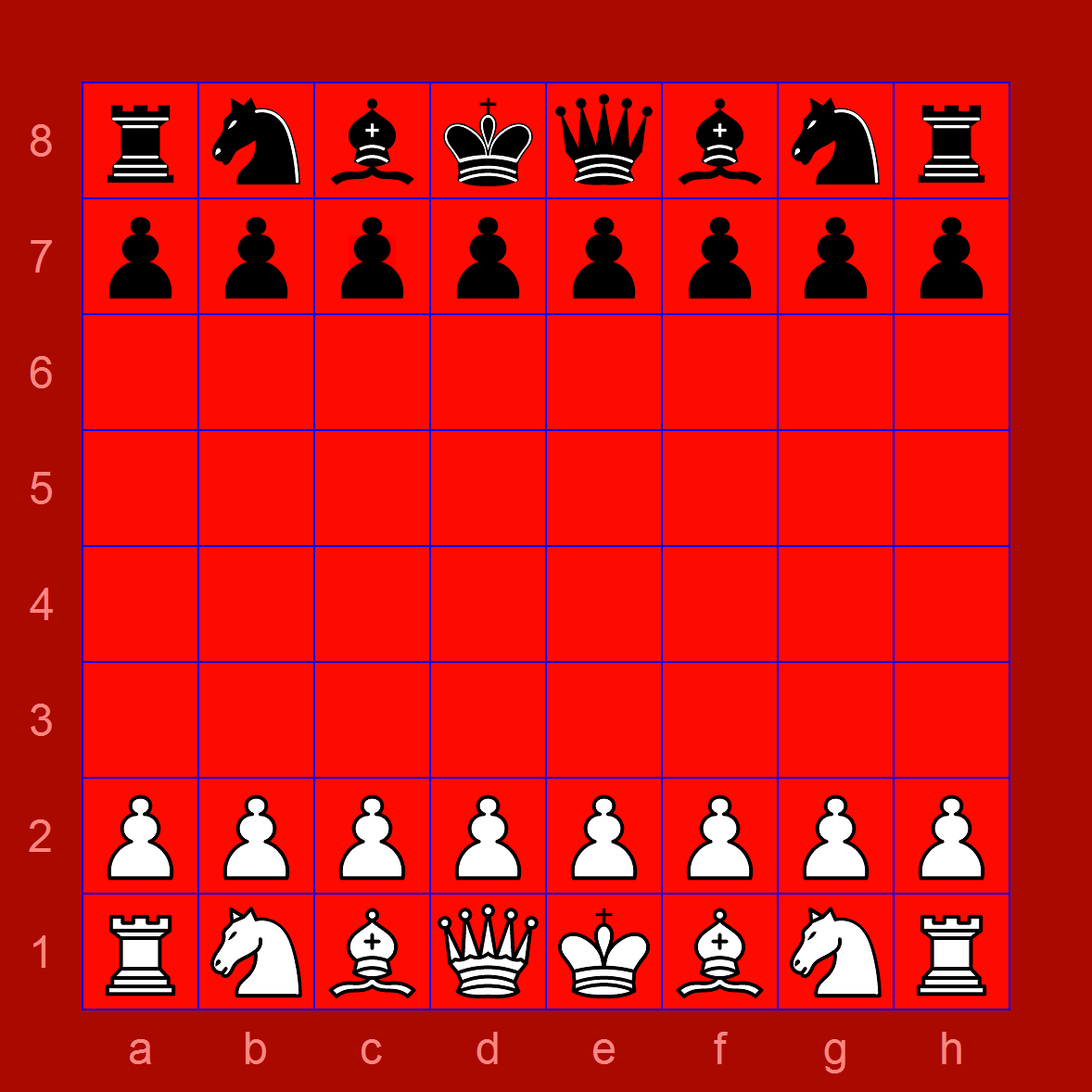
Исходная расстановка. Каждый король находится справа от своего ферзя (представленного королевой).

Сентередж (амх. ሰንጠረዥ) или эфиопские шахматы — настольная игра шахматного типа, распространённая в Эфиопии и Эритрее.

## Описание
Является последним популярным вариантом шатранджа. Отличительной чертой сентереджа является дебют — игроки делают столько ходов, сколько хотят, независимо от того, сколько ходов сделал противник; это продолжается до тех пор, пока не будет сделано первое взятие.